# Drösing
Drösing è un comune austriaco di 1 104 abitanti nel distretto di Gänserndorf, in Bassa Austria; ha lo status di comune mercato (Marktgemeinde).